# Siergiej Wowkotrub
Siergiej Wowkotrub (ur. w 1964 na Ukrainie) – skrzypek klasyczny i jazzowy, kompozytor, członek kwartetu Siergiej Wowkotrub Gypsy Swing Quartet.

## Muzyka poważna i przyjazd do Polski
Wowkotrub jest absolwentem prestiżowego Konserwatorium Muzycznego im. P. Czajkowskiego w Kijowie w klasie skrzypiec prof. A.I. Bażenowa. Mimo rozpoczętych w Kijowie studiów doktoranckich na początku lat 90. zdecydował się wyjechać do Polski. Na zaproszenie ówczesnego dyrektora Orkiestry Symfonicznej Filharmonii Częstochowskiej, Jerzego Koska, objął stanowisko skrzypka i dość szybko awansował na pierwsze skrzypce tejże orkiestry. Związany z Częstochową zawodowo i prywatnie, odnalazł w Polsce drugą Ojczyznę.

## Fascynacja jazzem i powstanie Siergiej Wowkotrub Trio
Równolegle z karierą symfoniczną muzyk skutecznie rozwijał swoje zamiłowanie do muzyki synkopowanej. Jeszcze w konserwatorium uległ fascynacji jazzem tradycyjnym, słuchał Leonida Utiosowa, potem odkrył Stéphane’a Grappelliego i całe uniwersum skrzypcowego gypsy swingu. Jako jazzman swoje umiejętności doskonalił u Macieja Strzelczyka i Wojciecha Kamińskiego, później u Tima Kliphuisa.
Pierwszy skład Siergiej Wowkotrub Trio (SWT) powstał w 2001 w Częstochowie, gdzie muzycy grający jazz tradycyjny działają niezwykle prężnie. W 2007 ukazała się pierwsza płyta SWT pt. „Happy Times”, na której Wowkotrub wraz z przyjaciółmi z zespołu: Andrzejem Nowickim i Danielem Pomorskim, odkrył swing lat 20. i 30. W swoich interpretacjach standardów oraz własnych kompozycjach starał się połączyć piękno naturalnego, podobnego do ludzkiego głosu, czystego brzmienia skrzypiec z niepowtarzalnym klimatem Złotej Ery Swingu. Lata 20. i 30. XX w. stanowią stale kontrapunkt jego muzycznych fascynacji i techniki wykonawczej.

## Okres Siergiej Wowkotrub Gypsy Swing Quartet
W 2011 rozpoczął działalność Siergiej Wowkotrub Gypsy Swing Quartet (SWGSQ). Z gitarzystami Sebastianem Rucińskim, Tomaszem Wójcikiem i kontrabasistą Piotrem Górką – młodymi i utalentowanymi absolwentami Wydziału Jazzu i Muzyki Rozrywkowej katowickiej Akademii Muzycznej – Wowkotrub stworzył kolejną płytę: „Joseph, Joseph”. SWGSQ to przykład dojrzałych, wirtuozerskich interpretacji klasycznych standardów Ery Swingu – dominuje nastrój Stéphane’a Grappelliego i Django Reinhardta, pojawiają się echa cygańskiego taboru, a w solowych popisach lidera słychać słowiańską nutę i dyscyplinę akademickiego wykształcenia.

## Koncerty, współpraca, nagrania solowe
Siergiej Wowkotrub pojawia się regularnie na największych festiwalach gypsy swingu w całej Europie. W latach 2001–2015 koncertował w Polsce, Niemczech, Francji, Belgii, Holandii, Słowacji i Węgrzech.

### Gościnny udział w nagraniach płyt
- „Bix & Henryk”[6] (2006)
- „Suita Nowoorleańska”[7] (2007)
- „Jubilee”[8] – Five O’Clock Orchestra (2015)

### Współpraca
- Jazz Band Ball Orchestra[9] (Kraków)
- Swing Workshop Wojtka Kamińskiego[10] (Warszawa)
- Five O’Clock Orchestra[11] (Częstochowa)
- Hot D’Jazz Trio[12] (Kraków)
- Joscho Stephan[13] (Mönchengladbach)
- Lora Szafran[14] (Warszawa)
- Tim Kliphuis[15] (Hilversum)
- Vano Bamberger[16] (Frankfurt)

### Płyty zespołów (Wowkotrub jako lider)
- Siergiej Wowkotrub Trio, „Happy Times”[17] (2007)
- Siergiej Wowkotrub Gypsy Swing Quartet, „Joseph, Joseph”[3] (2013)

## Osiągnięcia i odznaczenia
- Pierwsze miejsce w Konkursie „Debiut w Jazzie Tradycyjnym ’2005”[18], zorganizowanym przez Fundację Debiutu Autorskiego oraz Ministerstwo Kultury, Warszawa, 10.11.2005
- „Złota Tarka”[19] – nagroda główna zespołowa w konkursie Jazzu Tradycyjnego, Iława, 11-13.08.2006
- Brązowy Medal „Za Długoletnią Służbę”[20] Prezydenta Rzeczypospolitej Polskiej, Warszawa, 30.08.2010
- Odznaka honorowa „Zasłużony dla Kultury Polskiej”[21] Ministra Kultury i Dziedzictwa Narodowego, Warszawa, 24.09.2014